# Mike Douglas
Pour les articles homonymes, voir Michael Douglas (homonymie) et Douglas.
Michael Delaney Dowd, Jr., dit Mike Douglas, est un acteur, chanteur et animateur de télévision américain, né le 11 août 1921,,,, à Chicago (Illinois), et mort le 11 août 2006 à Palm Beach Gardens (Floride).

## Filmographie
- 1950 : Cendrillon
- 1957 : Club 60 (série télé)
- 1971 : La Vallée perdue
- 1976 : Gator de Burt Reynolds : le gouverneur
- 1977 : L'Homme de l'Atlantide (série télé) : Newscaster
- 1978 : Ringo (émission spéciale télé) : lui-même
- 1981 : La Femme qui rétrécit (The Incredible Shrinking Woman)
- 1981 : Ralph Super-héros (série télé)
- 1983 : La croisière s'amuse (série télé) : Marv Mason
- 1985 : Les Oiseaux de proie : Reilly